# Sant Pau de Vilalba dels Arcs
Sant Pau de Vilalba dels Arcs és una ermita de Vilalba dels Arcs (Terra Alta) inclosa a l'Inventari del Patrimoni Arquitectònic de Catalunya.

## Descripció
L'ermita de Sant Pau es troba a l'esquerra del camí de Vilalba dels Arcs a Berrús. És una petita ermita de caràcter troglodític, de planta rectangular, que forma conjunt amb un habitatge que té adossat a la part posterior. És feta de maçoneria amb reforços de carreus. Com a sostre té la mateixa roca. La porta és de mig punt adovellada amb impostes motllurades. A l'interior hi ha un altar no venerat i una pila d'aigua de pedra. Pot ser una construcció del segle xviii.